# Грин, Пол (драматург)
Пол Эллиот Грин (англ. Paul Eliot Green; 17 марта 1894, Лиллингтон, Северная Каролина — 4 мая 1981, Чапел-Хилл, Северная Каролина) — американский драматург, наибольшую знаменитость получил благодаря описанию жизни в Северной Каролине в течение первых десятилетий XX века. Он получил Пулитцеровскую премию за лучшую драму за произведение «За пазухой Авраама» (1927).

## Биография
Пол Грин родился 17 марта 1894 году. Грин учился в Университете Северной Каролины в Чапел-Хилле. В 1911 году он начал писать свои пьесы для театральной труппы Carolina Playmakers, обращаясь в своих темах до южного фольклора. Во время Великой депрессии, его работы приобрели оттенок социального протеста и включили в себя такую пьесу как «Гимн восходящего солнца» (1936) о каторжников в кандалах. В 1941 году он сотрудничал с писателем Ричардом Райтом, чтобы усилить драматизм книги Райта «Сыны Отечества». Проявляя интерес к взаимосвязи слов и музыки, Грин написал серию симфонических драм, включая «История Стивена Фостера» (1959) и «Одинокая звезда» (1977). Он умер в Чапел-Хилле 4 апреля 1981 года.